# Skeleton na Zimních olympijských hrách 2006
Skeleton na olympiádě v Turíně byl na programu od 16. do 17. února 2006 na trati Cesana Pariol v Cesaně Torinese.

## Medailové pořadí zemí
| Pořadí | Země                 | Zlato | Stříbro | Bronz | Celkově |
| ------ | -------------------- | ----- | ------- | ----- | ------- |
| 1.     | Kanada (CAN)         | 1     | 1       | 1     | 3       |
| .2     | Švýcarsko (SUI)      | 1     | 0       | 1     | 2       |
| 3.     | Velká Británie (GBR) | 0     | 1       | 0     | 1       |
|        | Celkem               | 2     | 2       | 2     | 6       |

## Medailisté

### Muži
| Disciplína  | Zlato                      | Výkon   | Stříbro                  | Výkon   | Bronz                           | Výkon   |
| ----------- | -------------------------- | ------- | ------------------------ | ------- | ------------------------------- | ------- |
| jednotlivci | Duff Gibson · Kanada (CAN) | 1:55,88 | Jeff Pain · Kanada (CAN) | 1:56,14 | Gregor Stähli · Švýcarsko (SUI) | 1.56,80 |

### Ženy
| Disciplína    | Zlato                                       | Výkon   | Stříbro                                  | Výkon   | Bronz                                            | Výkon   |
| ------------- | ------------------------------------------- | ------- | ---------------------------------------- | ------- | ------------------------------------------------ | ------- |
| jednotlivkyně | Maya Pedersenová-Bieriová · Švýcarsko (SUI) | 1:59,83 | Shelley Rudmanová · Velká Británie (GBR) | 2:01,06 | Mellisa Hollingsworth-Richardsová · Kanada (CAN) | 2:01,41 |